# Robert Surcouf
Robert Surcouf (Saint-Malo, 12 de dezembro de 1773 – Saint-Malo, 8 de julho de 1827) foi um corsário, empresário e comerciante de escravos francês que operou no Oceano Índico de 1789 a 1808 durante a Revolução Francesa e as Guerras Napoleônicas. Capturando mais de 40 prêmios, ele mais tarde acumulou uma grande fortuna de uma variedade d atividades comerciais, como a propriedade de navios, corsários, comércio de escravos e posse de terras.

## Carreira
Surcouf começou sua carreira marítima como oficial nos navios Aurore, Courrier d'Afrique e Navigateur. Tendo subido ao posto de capitão, envolveu-se ilegalmente no comércio de escravos a bordo do navio negreiro Créole. Surcouf então capitaneou o comerciante Émilie, no qual ele se envolveu em invasões de comércio, apesar de não ter uma carta de marca. Ele atacou a navegação britânica, capturando vários mercadores, incluindo o indiano Tritão, antes de retornar à Ilha de França, onde seus prêmios foram confiscados. Surcouf então retornou à França, onde obteve prêmios em dinheiro do governo. De volta ao Oceano Índico, Surcouf capitaneou os corsários Clarisse e Confiance, atacando navios britânicos, americanos e portugueses. Ele capturou o indiano Kent em 7 de outubro de 1800. De volta à França, Surcouf foi agraciado com a Legião de Honra e estabeleceu-se como empresário.
Ele retornou brevemente ao Oceano Índico em 1807 na corveta Revenant antes de retornar à França. Lá, Surcouf patrocinou corsários e comerciantes, incluindo navios negreiros. Seus corsários lideraram campanhas contra o comércio britânico no Oceano Índico e no Canal da Mancha. O cortador Renard, um navio seu, alcançou fama em sua vitória sobre o HMS Alphea em 9 de setembro de 1812, com Alphea explodindo depois de repelir as tentativas francesas de abordá-la. Após a Restauração Bourbon na França, Surcouf organizou expedições de pesca à Terra Nova e acumulou uma fortuna considerável. Morreu em 1827 e foi enterrado em Saint-Malo.